# 嘉荫河
嘉荫河，又称夹金河，位于中华人民共和国黑龙江省北部，是黑龙江右岸的一条支流。发源于鹤岗市东山区西北嘉荫山，蜿蜒向东北流经新青林业局北影林场，之后转东南流成为东山区与伊春市嘉荫县界河，经嘉荫县嘉荫河农场，再转东北流，成为嘉荫县与萝北县界河，经鹤北林业局青峰林场、曙光林场、河口林场等地，至嘉荫河口村汇入黑龙江干流。河流全长123千米，流域面积2101平方千米，平均水深1.5米，落差847米，河道平均比降3.97‰，多年平均流量10.2立方米每秒，年均径流量5.25亿立方米。嘉荫河上游多高山窄谷，下游河谷开阔平坦。旧时嘉荫河两岸曾进行大规模采金作业，使河床两岸遍布废弃的沙金沟。嘉荫河也是黑龙江省境内传统的大马哈鱼洄游产卵地之一。